# Gentleman Usher of the Blue Rod
Il Gentleman Usher of the Blue Rod è il Gentleman Usher dell'Ordine di San Michele e San Giorgio, carica istituzionale fondata nel 1882 sebbene l'ordine risultasse attivo sin dal 1818. 
Sino al 1911 la carica era nota come Officer of Arms e, come nel caso del Black Rod, l'insignito svolge tutt'oggi le funzioni di usciere ma non ha incarichi ufficiali governativi, bensì si preoccupa di ammettere i membri dell'Ordine di San Michele e San Giorgio a partecipare alle assemblee ufficiali dell'Ordine che si tengono annualmente. 
Il nome della carica deriva proprio dall'uso che egli fa di un'asta cerimoniale e dal colore blu del nastro dell'Ordine cavalleresco dei Santi Michele e Giorgio.

## Officers of Arms dell'Ordine di San Michele e San Giorgio (1882–1911)
- 1882–1901: Frederick Obadiah Adrian, CMG
- 1901–1911: Sir William Alexander Baillie-Hamilton, KCMG, CB[1]

## Gentlemen Ushers of the Blue Rod (1911–oggi)
- 1911–1920: Sir William Alexander Baillie Hamilton, KCMG, CB[2]
- 1920–1934: Sir Reginald Laurence Antrobus, KCMG, CB
- 1934-1959: Ammiraglio Sir Alan Hotham, CB, CMG
- 1959–1972: Sir George Beresford-Stooke, KCMG
- 1972–1979: Sir Anthony Foster Abell, KCMG
- 1979–1992: Sir John Moreton, KCMG, KCVO, MC
- 1992–2002: Sir John Margetson, KCMG
- 2002–2016: Sir Anthony Figgis, KCVO, CMG
- 2016–presente: Dame DeAnne Julius, DCMG, CBE